# Grettstadt
Grettstadt – miejscowość i gmina w Niemczech, w kraju związkowym Bawaria, w rejencji Dolna Frankonia, w regionie Main-Rhön, w powiecie Schweinfurt. Leży około 10 km na południowy wschód od Schweinfurtu, przy linii kolejowej Schweinfurt – Kitzingen.

## Dzielnice
W skład gminy wchodzą cztery dzielnice: Dürrfeld, Grettstadt, Obereuerheim i Untereuerheim.

## Demografia
| Rok  | Liczba mieszk. |
| ---- | -------------- |
| 1970 | 3346           |
| 1987 | 3527           |
| 2003 | 4150           |
| 2005 | 4165           |

## Zabytki i atrakcje
- Kościół parafialny pw. św. Piotra i Pawła (St. Peter und Paul)
- Kościół parafialny pw. św. Laurentego (St. Laurentius) w dzielnicy Obereuerheim
- Kościół pw. św. Galla (St. Gall) w dzielnicy Untereuerheim
- filia pw. Marii Matki Jezusa kościoła parafialnego Pusselsheim w dzielnicy Dürrfeld

## Oświata
(na 1999)

W gminie znajduje się 175 miejsc przedszkolnych (ze 156 dziećmi) oraz szkoła podstawowa (9 nauczycieli, 194 uczniów).